# Palazzo della Consulta
Il Palazzo della Consulta, detto anche la Consulta, è un edificio romano in piazza del Quirinale, 41, in cui dal 1955 ha sede la Corte costituzionale della Repubblica Italiana.

## Storia
Sorge sui resti del settore settentrionale delle Terme di Costantino, sulla pendice meridionale del Quirinale, in sostituzione di un precedente edificio eretto sotto papa Sisto V dal cardinale Ferrero da Vercelli per ospitarvi la Sacra Congregazione della Consulta e ampliato poi da papa Paolo V agli inizi del XVII secolo.
L'edificio, finito di costruire nel 1737 sotto la direzione dell'architetto Ferdinando Fuga, fu commissionato da Papa Clemente XII perché potesse ospitare sia la sede della segreteria della "Sacra Congregazione della Consulta" (ovvero il Consiglio di Stato Pontificio) e della Segnatura dei Brevi, sia il corpo dei "Cavalleggeri" e quello delle "Corazze" (poi Guardia nobile). 
Fra il 1798 e il 1814 il palazzo fu sede della Prefettura di Roma; nel 1849, durante la Repubblica Romana, fu sede del Governo del triumvirato di Giuseppe Mazzini, Carlo Armellini e Aurelio Saffi. Dopo l'annessione di Roma, dal 1871 al 1874, vi risiedette il principe ereditario Umberto I con sua moglie Margherita di Savoia. Tra il 1874 e il 1922 vi ebbe sede il Ministero degli Affari Esteri e dal 1924 al 1953 fu sede del Ministero delle colonie. 
Dal 1955 è sede della Corte costituzionale, destinazione confermata anche nell'art. 1 della legge 18 marzo 1958, n. 265.

## Descrizione

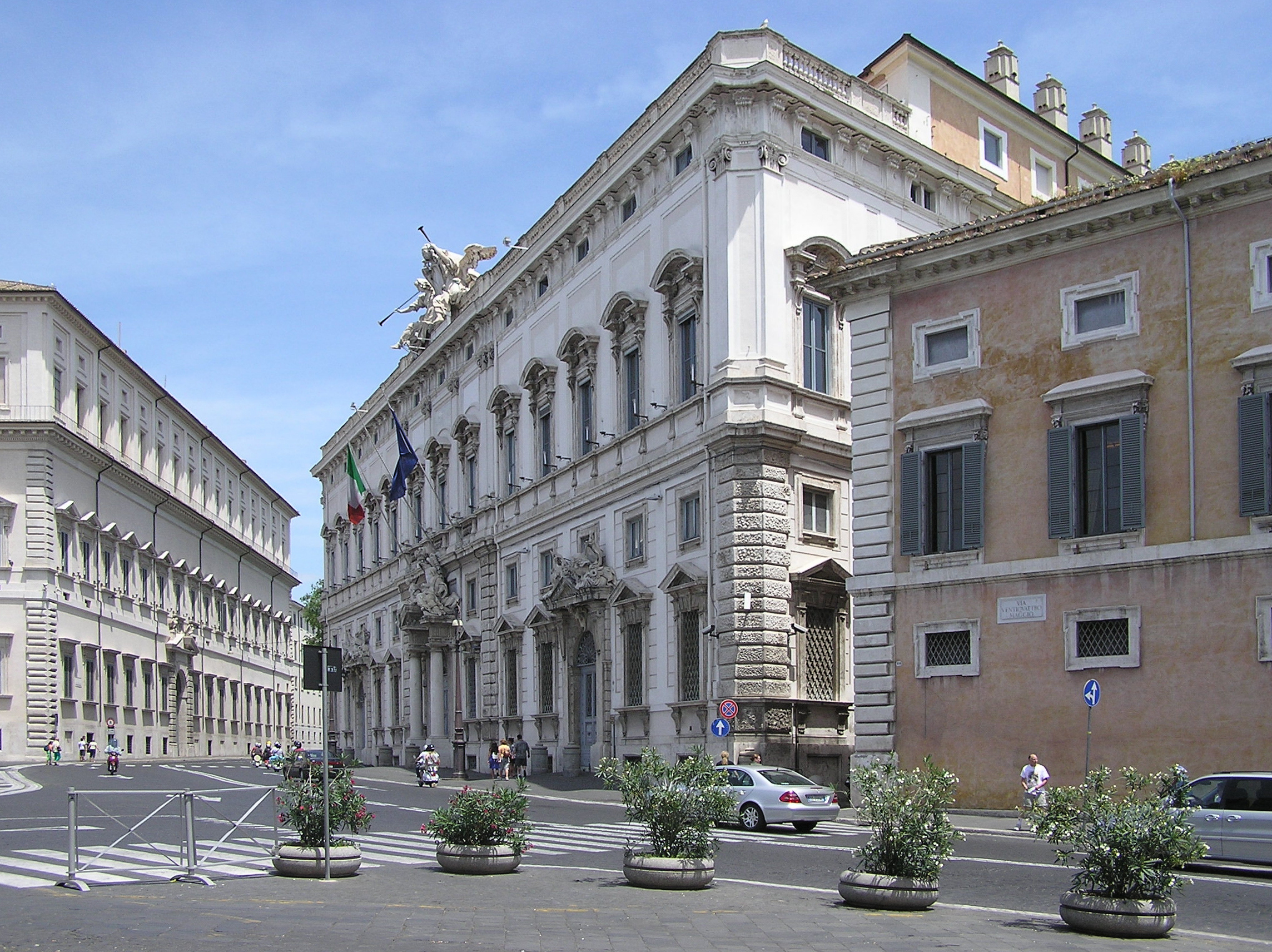
Il palazzo della Consulta. Sulla sinistra, il Palazzo del Quirinale

### Esterno
La pianta del palazzo, condizionata dalle caratteristiche del terreno, è a forma trapezoidale con cortile quadrato centrale; la facciata è un'interpretazione più articolata dello schema tradizionale di palazzo romano. Questa, di impostazione classica, è a due piani: nel primo le finestre hanno timpani triangolari e nel secondo circolari. 
Il portale centrale è delimitato da un ordine di due colonne poco aggettanti, sulle quali poggia un timpano curvilineo con le statue della Giustizia e della Religione, opera dello scultore Francesco Maini; sui due portoni laterali vi sono invece dei trofei militari, relativi al corpo dei Cavalleggeri e quello delle Corazze (poi Guardia Nobile), opera dello scultore Filippo Valle.

### Interno
Nei sette piani indipendenti dell'edificio, il Fuga distribuì tutte le singole istituzioni a cui il palazzo era destinato, ivi compresi gli alloggi per i militari e gli impiegati e gli appartamenti cardinalizi. Una rete di scale interne collega i vari piani, mentre una particolare "scala a forbice", lungo la quale sono affissi grandi ritratti dei membri di Casa Savoia, dà accesso al piano nobile, caratterizzando altresì la facciata interna del cortile.
La decorazione degli ambienti interni ha conosciuto varie fasi, spesso correlate alle variazioni d'uso dell'edificio. La prima decorazione, opera dei pittori Antonio Bicchierai e Domenico Piastrini, è andata quasi completamente perduta, fatte salve solo alcune figure allegoriche nelle volte delle sale degli appartamenti dei Cardinali, tra cui degna di menzione è La Magnificenza, nella volta del "Salotto Verde".
Nel 1787 il nuovo Cardinale dei Brevi, Romoaldo Braschi-Onesti, diede incarico al lucchese Bernardino Nocchi di realizzare nuove decorazioni, anch'esse in parte perdute, di cui le maggiori sono quelle relative al mito di Proserpina realizzate nel "Salone Pompeiano" e la decorazione della volta dello "Studio dei Giudici" raffigurante la Carità con le quattro Virtù Cardinali, a queste si aggiungevano nel medesimo Salone le decorazioni ad opera di Liborio Coccetti, con altri contributi nella sala della Speranza e nella sala della Carità.
Quando Umberto I, in qualità di principe ereditario, come si è detto, venne a vivere in questo palazzo, chiamò i pittori Domenico Bruschi, Cecrope Barilli e Annibale Brugnoli a decorare con figure allegoriche e stemmi sabaudi gli attuali "Studio del Presidente" e "Sala delle Udienze".
Le udienze pubbliche della Corte si svolgono nella "Sala Gialla", nel piano nobile dell'edificio, così denominata per la tappezzeria dorata di cui è rivestita. 
Al suo interno ospita anche la Biblioteca della Corte Costituzionale, ricca di testi e pubblicazioni giuridiche.